# Puente de Piedra (Costa Rica)
Puente de Piedra es el sexto distrito del cantón de Grecia, en la provincia de Alajuela, de Costa Rica.

## Toponimia
Debe su nombre a una formación rocosa natural que se encuentra en el distrito.

## Historia
Puente de Piedra fue creado el 22 de abril de 1932 por medio de Acuerdo 609 .

## Geografía
Puente de Piedra cuenta con un área de 23,03 km² y una altitud media de 875 m s. n. m.

## Demografía
Para el año 2022, Puente de Piedra cuenta con una población estimada de 13 810 habitantes, y para el último censo efectuado, en 2011, Puente de Piedra contaba con una población de 10 556 habitantes.
Puente de Piedra es el tercer distrito con mayor concentración de pobreza en él ronda alrededor de  2088 personas, según IMAS. [cita requerida]

## Localidades
- Barrios: Poró (Calle Rosales (Parte Oeste), Urb. Cedeño, Urb. Molina, Urb. Raúl Rojas, Urb. San Juan.), Puente de Piedra (Cond. Bosque Alto, Cond. Hacienda El Paseo, Cond. Puente de Piedra, Las Lomas, Montezuma, Urb. Las Piedras.), Sevilla.
- Poblados: Altos de Peralta (Barrio Sevilla, Calle Arley Alvarado, Calle Valenciano, Peralta, Puerto Escondido.), Argentina (El Llano, Raiceros.), Bajo Cedros, Lomas, Montezuma, Puerto Escondido, Raiceros, Rincón de Salas (Calle El Rosario, Calle Mangos, La Gloria, Nájera, Urb. Madrigal.), Rosales (Bajo Cedros.).[7]

## Cultura

### Educación
El distrito cuenta con seis centros educativos para primaria los cuales son: Escuela José Manuel Peralta Quesada; Escuela Puente de Piedra; Escuela El Poró; Escuela María Teresa Obregón L;  Escuela Ramón Herrero Victoria y la Escuela Dr. Rafael A. Calderón Guardia.

### Patrimonio
Puente de Piedra fue declarado patrimonio natural de Costa Rica por el decreto No 23 1111-06 del 21 de abril de 1994. Es famoso a nivel nacional debido a la leyenda  de Puente de Piedra.

### Leyenda del puente de piedra
El Puente de Piedra es una formación geológica ubicada sobre el río Poró, a escasos kilómetros de la Hacienda Santander, y comunica las poblaciones de Rincón de Salas y Puente de Piedra. Durante el siglo xix, esta estructura, conformada por una enorme piedra con un agujero en el medio, producto de la erosión de siglos por el paso del río, fue vía de comunicación que permitió el paso de las carretas de bueyes cargadas de café, que se dirigían hacia el puerto de Puntarenas, para su exportación a Inglaterra. 
Camino a un pueblo llamado Grecia existe un puente natural de piedra. Los científicos explican que fue formado por la erosión de la piedra pero los pobladores creen que tiene un origen más sobrenatural.
Acerca de este puente, existe una leyenda local que atribuye su formación a elementos sobrenaturales. Dicha leyenda ha pasado a formar parte del folclor narrativo popular del cantón y del país:

Leyenda del Puente de Piedra.

Narra la leyenda que hace muchos años, pero muchos años, que habitaba una tribu indígena las comarcas que ahora llevan los nombres de Puente Piedra, Rincón de Arias y la Argentina. Los asentamientos de dicha tribu fueron investigados hace poco por arqueólogos del Museo Nacional y fueron localizados cerca de la Fábrica Nacional de Licores. Como todos nuestros indígenas ellos cultivan maíz, frijoles, camotes, ayotes y varias frutas; Los que intercambiaban por telas y enseres con tribus vecinas. Pero en ciertas épocas del año el turbulento río Poró se crecía de tal manera que no dejaba paso y la tribu pasaba entonces grandes calamidades.
Un indio muy conocido por su astucia o inteligencia subió entonces a una colina, y con ayuda del brujo invocó el amo del mal, al mismo diablo. En medio de espeso humo y penetrante olor a azufre apareció Satanás, a quien el indio ofreció su alma con tal de que construyera un puente sobre el entonces caudaloso Poró. Se hizo el contrato con una singular cláusula, que el diablo debería construir el puente en una sola noche y terminarlo antes de que el Gallo cantara al despertar el nuevo día. El astuto indio metió un gallo en un saco y sentado frente a su fogata esperó que el diablo construyera el puente, piedra por piedra; casi al amanecer sacó al pobre gallo del saco quien al ver la gran claridad de la hoguera cantó tres veces, cancelándose así el contrato aunque aún faltaba una piedra para terminar la obra. En la actualidad el puente de piedra es una bellísima e imponente masa de granito-única en Costa Rica-cuya parte superior la cruza la carretera y abajo discurre el río Poró.

Se cuenta que en el tiempo de las carretas, un campesino (en otras versiones, un indígena) de la zona tenía su casa al otro lado del cañón, la profundidad de este era tal que el hombre estaba obligado a recorrer más de medio día río abajo para poder cruzarlo y llegar al pueblo. Una noche que se devolvía del pueblo a su casa, se paró frente al cañón e invocó al Pisuicas (el diablo); le prometió que le daría su alma a cambio de que le construyera un puente antes de que cantara el gallo. El Pisuicas estuvo de acuerdo y estrechándose las manos comenzó a trabajar, trabajaba tan rápido que casi no se le veía, y cuando sólo le faltaba una piedra que colocar, el campesino sacó de la carreta un saco que contenía un gallo dentro, al que despertó, y el gallo cantó, salvando así su alma. Se suele señalar una oquedad ovoide en el centro del puente, lugar donde el diablo no alcanzó a colocar la última laja. Actualmente el Puente de Piedra se utiliza para el tráfico, pues una carretera pasa por encima. Es patrimonio histórico-arquitectónico de Costa Rica desde 1994.

## Economía
La economía de Puente de Piedra se centra en el sector secundario, en este distrito se pueden encontrar empresas como Panduit, Petro-Canada, Fabrica Nacional de Licores, entre otras.
Además recientemente [¿cuándo?] se inauguró el parque tecnológico y de desarrollo mixto "Costa Rica Green Valley". 

## Transporte

### Carreteras
Al distrito lo atraviesan las siguientes rutas nacionales de carretera:
- Ruta nacional 1
- Ruta nacional 118
- Ruta nacional 154
- Ruta nacional 716
- Ruta nacional 717